# 岩羊
岩羊（学名：Pseudois nayaur）是一种植食性山地哺乳动物，隶属于牛科、岩羊属，又称 崖羊、石羊、青羊、蓝羊、中华蓝羊、贺兰山蓝羊、喜马拉雅蓝羊，主要产自中国西部、印度北部、尼泊尔和不丹的山区，为中国二级保护动物。中国宁夏的贺兰山是其种群密度最高的分布区，平均每平方千米15只，总数约3万只。
岩羊行动敏捷，善于攀登和跳跃，是雪豹的主要猎物。

## 形态特征
岩羊体呈棕灰色，有时微带青蓝色光泽，与所处山崖石壁的环境色相仿，是极好的保护色。四肢、腹部和面部具有黑色、深灰色与白色斑纹。两性都有角，无须。雄性的角向后弯曲，长度可超过60厘米，雌性的角短而直，最长约20厘米。

## 亚种分化
- 西藏岩羊/喜马拉雅岩羊 Pseudois nayaur nayaur（指名亚种）
- 四川岩羊 P. n. szechuanensis
- 贺兰山岩羊 P. n. ssp.（未命名）
- 倭岩羊 P. n. schaeferi（也被认为是独立物种或四川岩羊的特殊变异种群）[5][6][7][8][9]

### 侏儒蓝羊

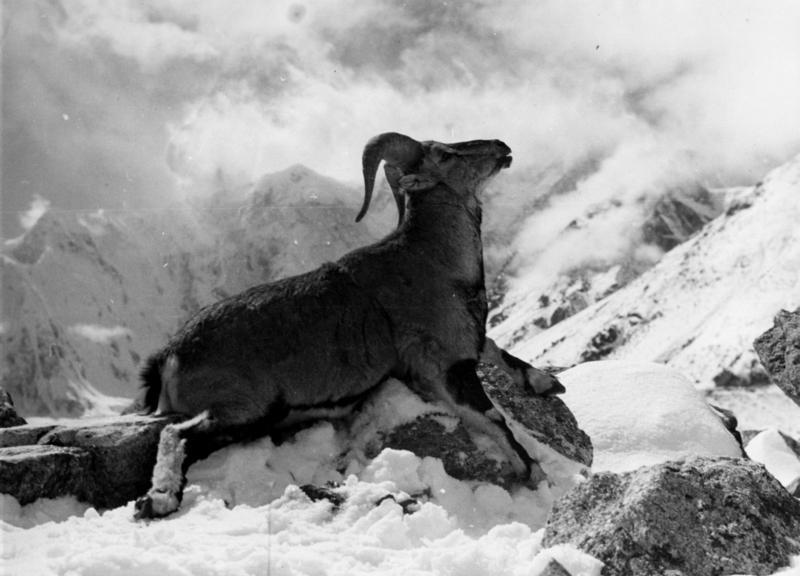
侏儒岩羊是岩羊的一个独特变种，以前被认为是一个独立的物种或亚种

侏儒岩羊或侏儒岩羊（以前称为Pseudois schaeferi ），藏语称为rong-na ，据称是中国四川-西藏特有的伪岩羊物种。它们栖息在四川省巴塘县和西藏自治区一小部分地区的长江上游峡谷低洼干旱草坡上。据记载，它们与岩羊主要在体型上有所不同，成年雄性体重约为 35 公斤（77 磅）（是岩羊的一半），性别二态性较少，这两个物种的雌性非常相似。它们的皮毛被描述为带有银色光泽的钢灰色，整体颜色比岩羊更深，雄性的角更小、更薄、更直立，没有向内卷曲。 2000 年估计仅剩 200 只存活的个体，这促使 IUCN （将其归类为P. nayaur的亚种，即P. n. schaeferi）将其列为濒危物种。
然而，2012 年对中国岩羊进行的基因分析未发现任何迹象表明它是不同的物种或亚种，而是发现它是P . n. szechuanensis的形态学不同变种。美国哺乳动物学会也遵循这些结果，认为P. schaeferi与P. nayaur是同种。

## 行为与生态

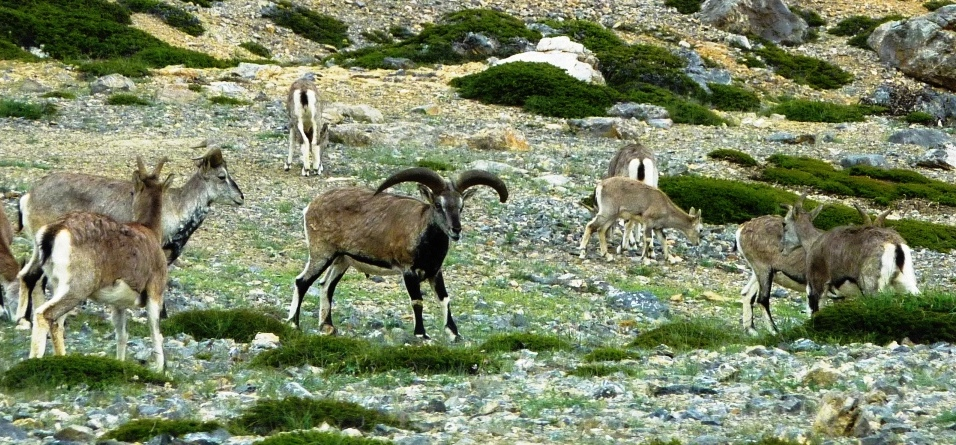
拉达克的岩羊群

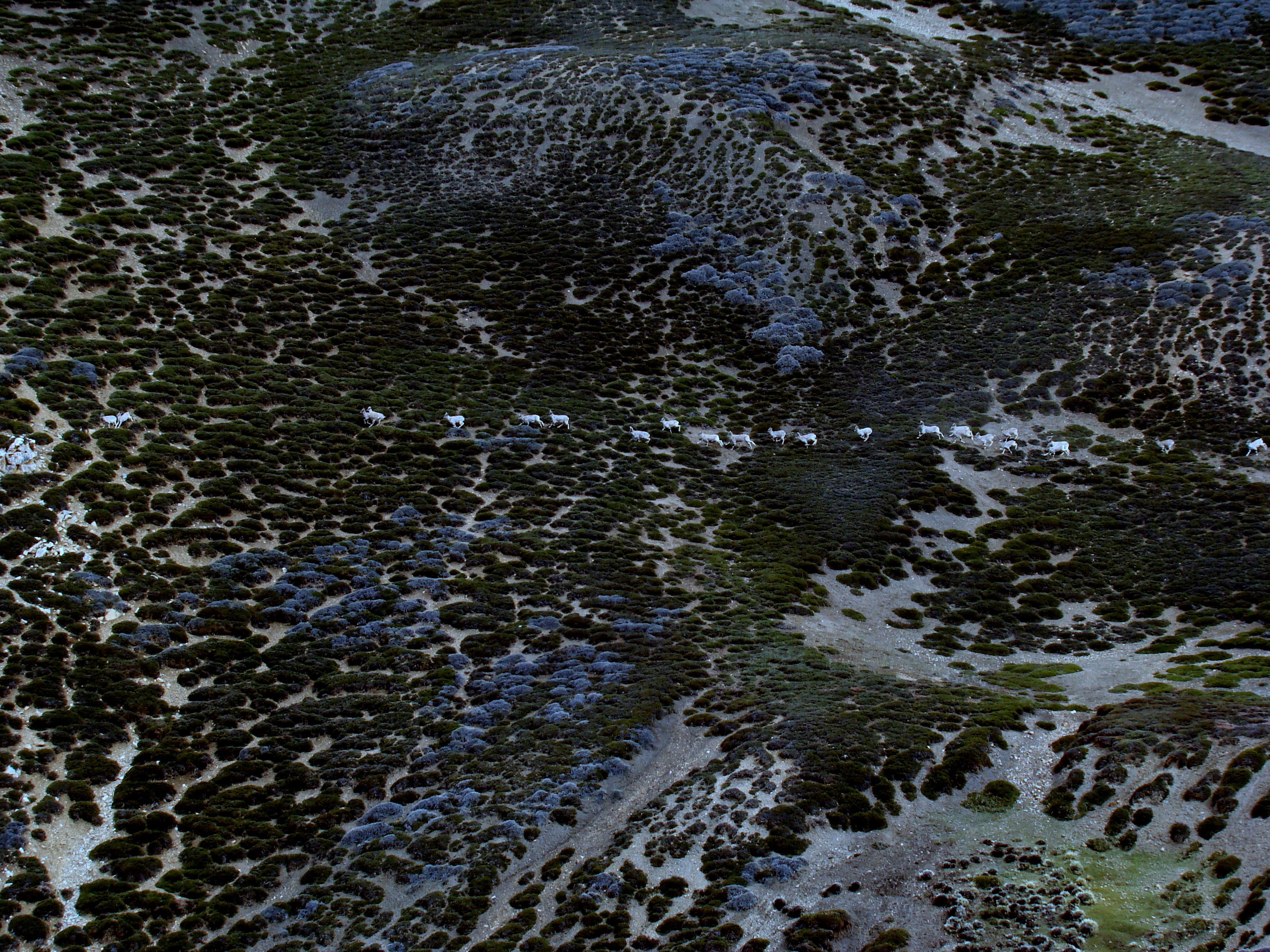
喜马偕尔邦 Lingti 山谷的 Bharal

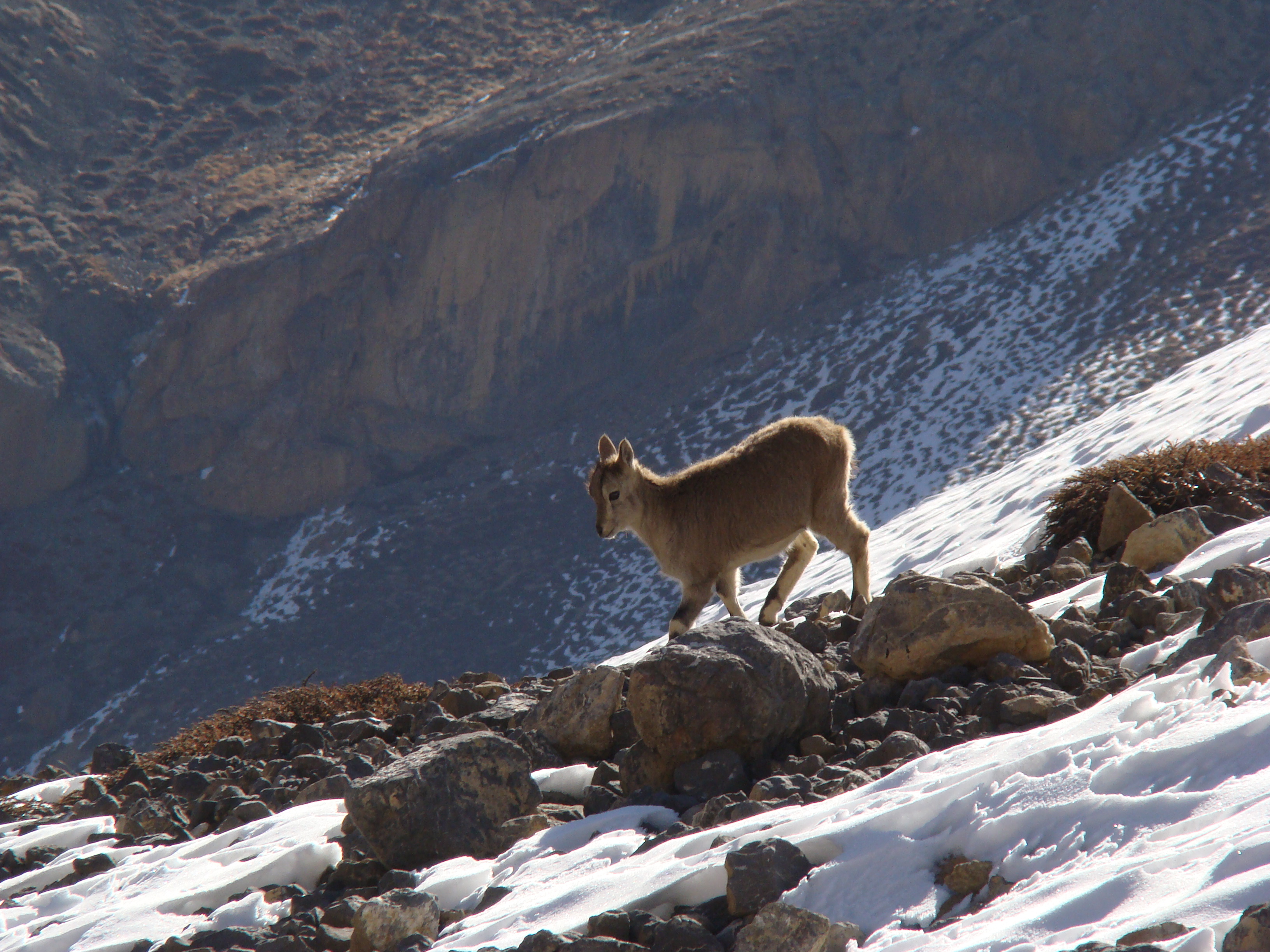
一只小蓝羊

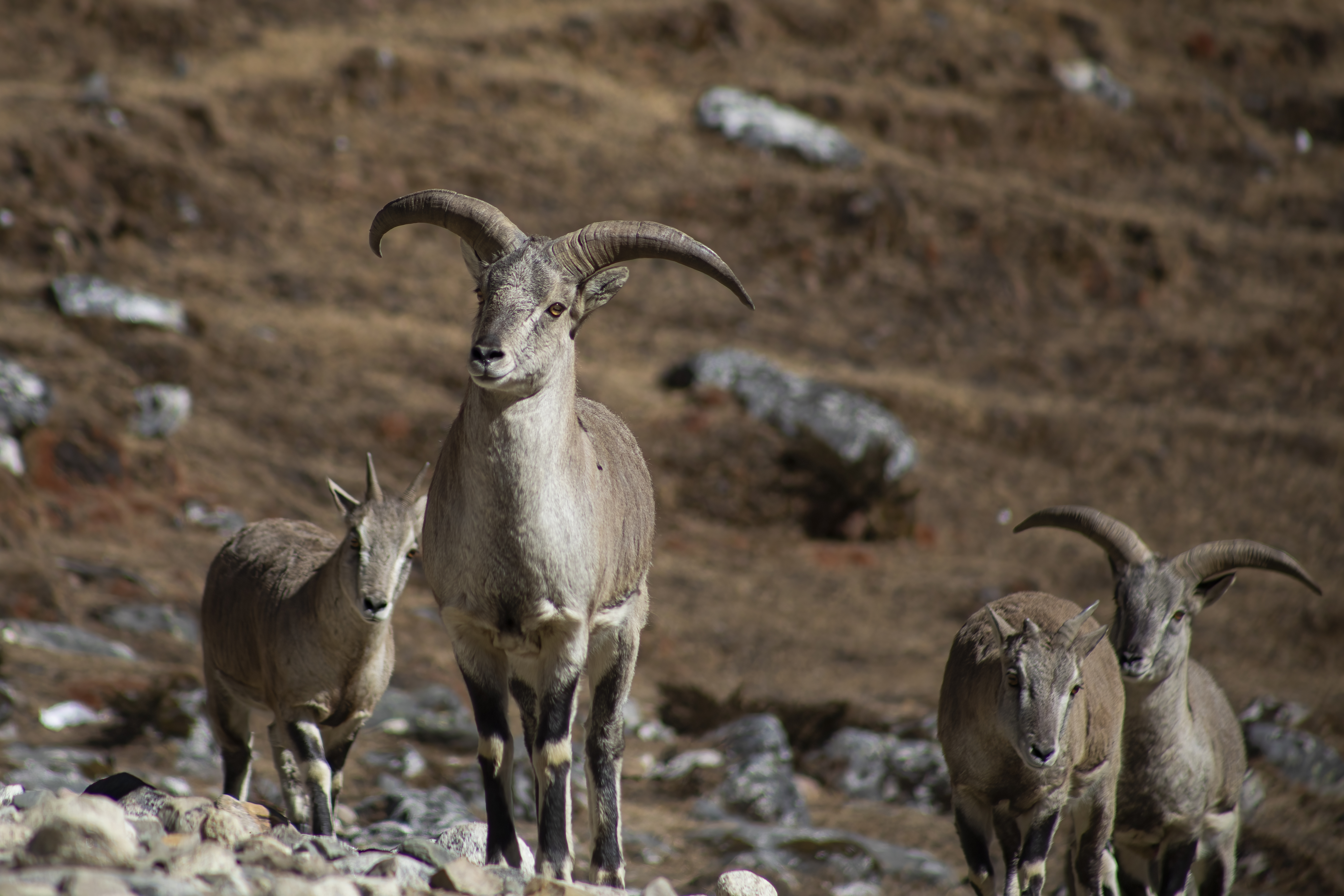
尼泊尔马纳斯鲁峰的岩羊

岩羊全天都很活跃，在长满青草的山坡上交替进食和休息。由于伪装能力极佳且周围环境缺乏掩护，当有人接近时，岩羊会一动不动。然而，一旦被发现，它们就会跑上陡峭的悬崖，在那里再次静止不动，利用伪装融入岩壁。尼泊尔的岩羊种群密度为每平方公里 0.9-2.7 只，冬季最多可增加到 10 只，因为群羊会聚集在山谷中。 岩羊主要以食草为生，但在草稀缺的时候，它们会改吃草本植物和灌木。牲畜（尤其是驴）和岩羊的食物重叠度很高，再加上密度依赖性的饲料限制，导致了资源竞争和岩羊密度下降。在羊群重叠的地方，羊羔是雪豹、喜马拉雅狼和豹子最喜欢的猎物，也有少数羊羔成为狐狸或鹰的猎物。

### 发情行为
岩羊的发情期始于 11 月下旬，一直持续到次年 1 月中旬。发情期期间，雄性岩羊会使用多种交配策略，即照料、阻挡和追逐。羔羊于 6 月下旬和 7 月出生。

## 威胁
国际自然保护联盟将岩羊列为无危物种。岩羊种群面临威胁——偷猎肉食和与牲畜竞争。然而，由于岩羊栖息地条件不适合，偷猎并不常见。同样，牲畜通常不会频繁出现在岩羊出没的山区；即使它们共存，也没有观察到对岩羊造成明显的不利影响。

## 与人类对关系
许多佛教寺院都保护周围的岩羊，但岩羊造成农作物损失的问题开始在斯皮提山谷等地区出现。